# オールケーシング工法
オールケーシング工法（オールケーシングこうほう）は杭工法の一種。ケーシング（パイプ）を揺動装置により、反復回転させながら油圧ジャッキで地盤に圧入した後、ケーシング内に落下させたハンマーグラブで中の土砂を掘削し、掴み取るように排出する。支持層に達した後、鉄筋籠を挿入、ケーシングを抜きながらコンクリートを打設し、杭を形成する。フランスのベノト社が開発した掘削機を日本の各社が導入し各所で使用され広まったことからベノト工法がその代表例とされる。その後、正確な杭打込みのために刃先を付けた鋼管を一方向に回転させてケーシングを圧入する手法も開発された。

## 施工杭径
- φ800～3000mm

## 深さ限界
- 60m程度

## 長所・欠点
1. 掘削孔壁をケーシングチューブにて保護するため、周辺に与える影響が少ない。
2. 汚水処理・地下水への配慮など環境保全対策に有利。
3. 土・玉石・砂岩などの硬い土質でも特殊アタッチメントを装着すれば容易に掘削することが可能。
4. 良質な杭ができた場合の周面摩擦力は打ち込み杭に匹敵する。
5. 地下水位下に粘着性のない厚い砂層があると、ケーシングが引き抜けなくなることがある。
6. 鉄筋が共上がりを起こすことがある。